# Corney
Corney är en by i civil parish Waberthwaite, i distriktet Cumberland, i grevskapet Cumbria, i England. Byn är belägen 30 km från Whitehaven. Corney var en civil parish fram till 1934 när blev den en del av Waberthwaite. Civil parish hade 185 invånare år 1931.